# Navarin (1891)
Navarin (rusky Наварин) byla bitevní loď typu predreadnought postavená pro ruské carské námořnictvo na konci 19. století loděnicí Admirality v Petrohradě. Byla přidělena k baltskému loďstvu a začátek své kariéry strávila ve Středomoří a Dálném východě. V roce 1900 se podílela na potlačení boxerského povstání, poté se následující rok vrátila k baltskému loďstvu. Několik měsíců po začátku rusko-japonské války byla v únoru 1904 přidělena k 2. tichomořské eskadře, aby ulehčila ruským silám blokovaným v Port Arthuru. Během bitvy u Cušimy v květnu 1905 byla potopena japonskými torpédoborci, kteří jí v noci do cesty nakladly dvacet čtyři propojených min. Navarin najela na dvě z nich a převrátila se, přičemž zahynula většina posádky.